# 最佳音樂設計獎 (傳藝金曲獎)
傳藝金曲獎最佳音樂設計獎是由國立傳統藝術中心在臺灣舉辦的現行頒發獎項，是第30屆傳藝金曲獎起新增的獎項。

## 歷屆得獎暨入圍名單
|  | 獲獎者 |

### 最佳音樂設計獎（第30屆～至今）
| 年份 （屆次）                                 | 入圍作品                                                 |
| --------------------------------------------- | -------------------------------------------------------- |
| 2019 （第30屆）                               | 柯銘峰 《咫尺天涯》                                      |
| 2019 （第30屆）                               | 陳歆翰／《將軍的押不蘆花》                               |
| 2019 （第30屆）                               | 陳歆翰／《1399趙氏孤兒》                                 |
| 2019 （第30屆）                               | 陳孟亮／《斬經堂》                                       |
| 2019 （第30屆）                               | 李哲藝、陳歆翰／《夜未央》                               |
| 2019 （第30屆）                               | 鄭榮興／《客家大戲—戲夢情緣》                            |
| 2020 （第31屆）                               | 鄭榮興 《客家大戲-地獄變》                               |
| 2020 （第31屆）                               | 周以謙／《安平追想曲》                                   |
| 2020 （第31屆）                               | 林永志／《如夢初醒．孟麗君》                             |
| 2020 （第31屆）                               | 馬蘭、陳孟亮、柯智豪／《當迷霧漸散》                     |
| 2020 （第31屆）                               | 陳歆翰、姬君達、姬易霆／《月夜情愁》                     |
| 2021 （第32屆）                               | 周以謙、陳歆翰、郭珍妤 《昭君．丹青怨》                  |
| 2021 （第32屆）                               | 李哲藝、陳孟亮／《雨中戲臺》                             |
| 2021 （第32屆）                               | 林金泉／《竹韻新音・經典傳承──民權歌劇團50週年紀念演出》 |
| 2021 （第32屆）                               | 陳歆翰、姬君達、姬易霆／《光華之君》                     |
| 2021 （第32屆）                               | 鄭榮興／《一夜新娘一世妻》                               |
| 2022 （第33屆）                               | 周以謙、朱雲嵩 《阿婆蘭Aphrodite》                       |
| 2022 （第33屆）                               | 姜建興／《王爺飯》                                       |
| 2022 （第33屆）                               | 陳孟亮／《當時月有淚》                                   |
| 2022 （第33屆）                               | 鄭榮興／《天上‧人間‧桃花源》                             |
| 2022 （第33屆）                               | 鄭榮興／《花囤女》                                       |
| 2023 （第34屆）                               | 許淑慧 《金銀鐲》                                        |
| 2023 （第34屆）                               | 李哲藝、陳歆翰／《冥遊記─帝王之宴》                      |
| 2023 （第34屆）                               | 林永志／《水鬼請戲》                                     |
| 2023 （第34屆）                               | 柯智豪、吳祐弦／《無題島：孽種與魔法師》                 |
| 2023 （第34屆）                               | 鄭榮興、鍾繼儀／《中元的構圖》                           |
| 2024 （第35屆）                               | 鄭榮興、古雨玄 《蘭芳傳》                                |
| 2024 （第35屆）                               | 周以謙、陳歆翰、郭珍妤／《鳳凰變》                       |
| 2024 （第35屆）                               | 姜建興、郭珍妤／《壵》                                   |
| 2024 （第35屆）                               | 陳孟亮／《狩瘟殘書》                                     |
| 2024 （第35屆）                               | 陳孟亮／《孫臏鬥龐涓》                                   |
| 2024 （第35屆）                               | 陳歆翰、柯鈞元／《國姓之鬼》                             |
| 2025 （第36屆）                               |                                                          |
| 姬君達、陳歆翰／《孟婆客棧：冥星雙飛俠》      |                                                          |
| 林永志／《五行金沙誅仙陣》                    |                                                          |
| 陳孟亮、柯智豪／《相看儼然》                  |                                                          |
| 鄭榮興、古雨玄／《 狐狸兒媳──小翠的愛情札記》 |                                                          |
| 姬君達、楊汗如、陳歆翰／《青姬》              |                                                          |

## 外部連結
- 國立傳統藝術中心 （页面存档备份，存于）
- 第35屆傳藝金曲獎 （页面存档备份，存于）
- 傳藝金曲獎的Facebook專頁